# Salvador Dalí
Salvador Domingo Felipe Jacinto Dalí i Domènech, Markiz od Pubola ili Salvador Felip Jacint Dalí Domènech, znan kao Salvador Dalí (Figueras, 11. svibnja 1904. – Torre Galatea, 23. siječnja 1989.) bio je španjolski slikar, pisac, dizajner i autor filmova.
Dalí je u povijesti zapamćen po svojim snažnim i bizarnim slikama te kao jedan od najpoznatijih predstavnika nadrealizma u slikarstvu, a mnogi stručnjaci smatraju da su na njegov stil utjecali renesansni majstori. Među njegovim opusom najpoznatija je slika Postojanost pamćenja (Mekani satovi) dovršena 1931. koja je, osim po svojoj umjetničkoj vrijednosti, poznata po tome što je korištena u mnogim igranim i animiranim filmovima. Dalí se bavio i fotografijom, dizajnom, književnošću i snimanjem filmova. Surađivao je i s Waltom Disneyjem na tada nedovršenomu, za Oscara nominiranomu animiranom filmu pod nazivom Destino, koji je dovršen i izdan tek 2003. godine. Na području igranog filma surađivao je s Alfredom Hitchcockom na filmu Začarana iz 1945. za koji je napravio slavnu scenu sna, a sa svojim prijateljem, redateljem Luisom Buñuelom surađivao je (scenarij i gluma) na avangardnim filmovima Andaluzijski pas i Zlatno doba.

## Životopis

### Rane godine
Salvador Domingo Felipe Jacinto Dalí i Domènech rođen je 11. svibnja 1904. u katalonskom mjestu Figuerasu u 8:47 sati. Sam Dalí će taj događaj kasnije slaviti na nevjerojatan način:
Dalíjev stariji brat, koji se također zvao Salvador (rođen 12. listopada 1901.), umro je devet mjeseci prije Dalíjeva rođenja, 1. kolovoza 1903. Njegov otac, Salvador Dalí i Cusí, bio je srednjeklasni notar i odvjetnik, dosta strog, no tu strogoću je razbijala Dalíjeva majka, Felipa Domenech Ferré, koja je poticala Dalíjeve umjetničke težnje. Kada je imao samo pet godina, njegovi roditelji su ga odveli na bratov grob i rekli mu da je on reinkarnacija svog pokojnog brata. što je on i povjerovao. O svom bratu, Dalí je rekao:
Dalí je imao i sestru, Ana Maríju, koja je bila tri godine mlađa. Ona je 1949. izdala knjigu o svom bratu naslovljenu Dalí viđen od njegove sestre. Među njegovim najznačajnijim prijateljima iz djetinjstva su pjesnik Federico García Lorca, te nogometaši Barcelone Sagibarbá i Josep Samitier. Kada bi Dalí išao na praznike u Cadaqués, on, Sagibarbá i Samitier igrali bi nogomet.
Dalí je kao šestogodišnjak želio biti kuharica, uporno inzistirajući na ženskom rodu imenice, a sa sedam pak Napoleon. Nakon toga je upoznao slikarstvo i naslikao svoju prvu sliku. Ubzo je krenuo u školu crtanja. O ovom događaju, Dalí je rekao:
U desetoj godini upoznao je impresioniste, a 1916., tijekom posjeta Cadaquésu s obitelji Pichota, otkriva i modernu umjetnost. Dalí je 1920. napravio impresionistički portret Ramona Pichota. Već sljedeće godine, Dalíjev otac organizira izložbu u njihovom domu, a 1918. Dalí upoznaje stvaralaštvo "retušera", sljedbenika akademskog slikarstva XIX. stoljeća. Svoju prvu izložbu, Dalí je imao u kazalištu u Figuerasu (koje je danas Dalíjev muzej) 1919. godine.
U veljači 1921., majka mu umire od raka dojke. Dalí, koji je tada imao samo 16 godina, o tom događaju je rekao:
Nakon smrti majke, Dalíjev otac oženio je njezinu sestru, Dalíjevu tetu. Dalí nije mrzio taj brak kako su mnogi mislili jer je imao veliko poštovanje prema svojoj teti.

### Madrid i Pariz
Godine 1922. Dalí polaže završne školske ispite, no ne bez teškoća, te pokušava nagovoriti svog oca da ga pusti na studij umjetnosti u Madridu. Po dolasku u Madrid, uselio se u Residencia de Estudiantes (Studentski dom) i upisao je studija umjetnosti u Školi lijepih umjetnosti San Fernando. Dalí, koji je bio visok 172 cm, poprilično je privlačio pozornost svojim ekscentričnim izgledom. Imao je dugu kosu i zaliske, a odijevao se u stilu engleskih esteta s kraja XIX. stoljeća, noseći odijelo i karakteristične muške dokoljenke. No, za razliku od kasnije, njegove slike, u kojima je eksperimentirao s kubizmom, su privlačile najveću pozornost. No, analizirajući te slike ispada da je Dalí jako loše shvatio doktrinu kubizma. To je vjerojatno jer je jedine informacije o kubizmu dobio iz nekoliko novinskih članaka koje mu je dao Pichot, a u to vrijeme svi kubisti su boravili u Parizu. No, upravo ta njegova modernost razočarala je njegove profesore. Oni su ga učili "najnovijim trendovima" koje je on već istražio, a nisu ga učili klasičnom slikarstvu, što je on toliko želio.
| Dva portreta Salvadora Dalíja iz Pariza koje je 16. lipnja 1934. napravio Carl Van Vechten. |  | Dva portreta Salvadora Dalíja iz Pariza koje je 16. lipnja 1934. napravio Carl Van Vechten. |
| Dva portreta Salvadora Dalíja iz Pariza koje je 16. lipnja 1934. napravio Carl Van Vechten. |  |                                                                                             |

Godine 1924., tada još anoniman, Dalí po prvi put ilustrira knjigu. Bila je to katalonska poema "Les bruixes de Llers" (Vještice iz Llersa) koju je napisao njegov prijatelj i školski drug Carles Fages de Climent.
Tijekom ovog perioda, Dalí se okušao i u dadaističkoj umjetnosti koja će izvršiti velik utjecaj i na njegov kasniji rad. Tijekom boravka u Madridu postao je dio skupine, kasnije i vođa iste, kojoj su pripadali Pepín Bello, Luis Buñuel, Federico García Lorca, Pedro Garfias, Eugenio Montes i Raphael Barradas. S mnogima od njih je održao dugogodišnje prijateljstvo, no s Lorcom je bilo posebno. Odnos dvaju umjetnika bio je obilježen uzajamnom strašću, no Dalí je uvijek negirao ikakav ljubavni odnos između njih. Lorca je kasnije Dalíju posvetio didaktičku odu, a sam Dalí je rekao da ga je Lorca, očaran njime, pokušao sodomizirati, ali mu to nije uspjelo.
Godine 1926. izbačen je s Akademije zbog poticanja studentskih demonstracija protiv osrednjih slikara, kakvi su bili Dalíjevi profesori. Ovo se zbilo malo prije njegovih posljednjih ispita, koje je odbio polagati jer je smatrao da nijedan profesor nije dovoljno kompetentan da ga ispita. On se tada povlači u Cadaqués gdje počinje slikati, čak i do pet slika dnevno. Tijekom ovog perioda dokazao je svoj umjetnički genij sa slikom Košara s kruhom, koja je predstavljala vrhunac Dalíjevog realizma. Iste godine odlazi nakratko u Pariz gdje upoznaje Pabla Picassa, svog idola, koji je već od Miróa čuo dobre stvari o Dalíju. Tijekom sljedećeg perioda naslikao je nekoliko slika, u svom stilu, pod utjecajem Picassa i Miróa.
Neke odlike, koje se pojavljuju u svim Dalíjevim kasnijim djelima, nastaju već tijekom 1920-ih. Dalí je upijao raznovrsne utjecaje i izrađivao je slike po uzoru na klasične umjetnike kao što su Rafael, Bronzino, Francisco de Zurbarán, Jan Vermeer i Velázquez, ali i po uzoru na tadašnju avangardu, nekad kombinirajući te elemente, a nekad samostalno prikazujući elemente određenog utjecaja na slikama. U ovom periodu Dalí je počeo njegovati svoje svjetski poznate brkove koje je, kako sam kaže, modelirao prema Velázquezu.
Nakon izbacivanja s Akademije, Dali je želio u Pariz i mislio je da će ga otac pustiti bez prigovora, no to se nije dogodilo. Upravo zato je prva tri mjeseca bio u pratnji svoje tete i sestre. Ovdje Dalí dostiže svoje umjetničku zrelost i uključuje se u umjetnički pokret koji će ga proslaviti, ali isti taj pokret će upravo Dalí učiniti svjetski poznatim i karakterističnim.

### Od 1929. do kraja Drugog svjetskog rata
Godine 1929. dolazi do završetka faze posuđivanja stilova, te Dalí počinje razvijati svoj osobni, prepoznatljivi stil koji se u početku odlikovao mnoštvom seksualnih simbola na njegovim nadrealističkim slikama. Iako su njegova djela iz ovog perioda bila uvelike skandalozna, kritičari su bili oduševljeni. Ove godine surađuje i sa svojim prijateljem, redateljem Luisom Buñuelom na nadrealističkom filmu Andaluzijski pas u kojem je Dalí sam glumio. Film je digao toliku prašinu za sobom upravo zbog svoje ekstravagantnosti, te zbog uvodne scene u kojoj se vidi kako jedan glumac mladoj djevojci reže oko britvom. Ta scena ušla je u povijest kao jedna od najšokantnijih u povijesti.
No, nijedan od ova dva događaja nije bio toliko važan kao jedna zabava. Na toj zabavi su, među ostalima prisustvovali i Luis Buñuel, René Magritte sa suprugom, te Paul Éluard sa suprugom Galom. Dalíju je laskao Éluardov dolazak te je odmah počeo raditi na njegovom portretu kojeg je iste godine i dovršio. No, Éluard nije bio to otkriće po koje je Dalí došao u Pariz, osim umjetničkog razvoja, to je bila njegova supruga Gala. Gala, tada Éluard, bila je ruska imigrantkinja rođena kao Elena Ivanovna Dijakovna i 11 godina starija od Dalíja. Gala je, kako je i sam Dalí rekao, bila utjelovljenje njegovog dječačkog sna te utjelovljenje ženskog lika koje je on ranije prikazivao u likovima mlađih, ali i zrelijih žena na njegovim slikama. Ona je izgledala isto kao i žene koje je Dalí portretirao ili zamišljao, a najveća sličnost između Gale i Dalíjevih mladenačkih snova može se vidjeti na slici Djevojka iz Ampurdána gdje se primjećuje da Galina razgolićena pozadina izgleda jednako kao i pozadina djevojke na slici. Do te godine, Dalí je već održao nekoliko profesionalnih izložbi, a te godine se i službeno pridružio nadrealističkoj školi koju su osnovali André Breton, Louis Aragon i Dalíjev poznanik Paul Éluard. Sjedište skupine bilo je u pariškoj četvrti Montparnasse. Po primanju u skupinu, Dalí je razvio svoju paranoično-kritičku metodu slikanja prema kojoj su nadrealisti trebali pristupiti svojoj podsvijesti radi veće umjetničke kreativnosti, a ostali nadrealisti su ga od tada uzdizali na pijedestal.
Godine 1929. otvorena mu je i prva izložba u Parizu, no on joj nije prisustvovao. Dva dana prije izložbe, on bježi s Galom i Španjolsku, no prije odlaska je pogledao pročišćenu verziju Andaluzijskog psa koja ga je očarala. No, Dalí nakratko ostavlja Galu u Barceloni iz dva razloga. Prvo da bi pokupio novac od Goemansa koji je prodavao njegove slike, a drugo kako bi se vratio u Figueras da izgladi stvari s ocem. Otac ga se već prije odrekao, primarno zbog života s, kako je on nazivao Galu, raspuštenicom. Dalí je ovaj razlog ispravio, bar je on to sam smatrao, slikom Zagonetka Williama Tella, o kojoj kaže:
No, iako je ova slika naslikana kao simbol iskupljenja sadržavala je kontroverzne simbole. Dalí je Williamu Tellu sa slike namjerno dodao Lenjinovo lice kako bi izazvao kontroverzu, što mu je i uspjelo. Breton, vođa nadrealista, osudio je Dalíja, a sliku prozvao sramotnim izgredom i "kontrarevolucionarnim činom". Drugi razlog očeve ljutnje bio je jedan Dalíjev postupak. Dalí je napravio kromolitografiju sa Svetim srcem preko koje je neuredno napisao:
Likovni kritičar Eugenio D'Ors je ovo i objavio, a kada je to pročitao Dalíjev otac, shvatio je to doslovno i izjavio kako je njegov sin počinio svetogrđe prema njegovoj pokojnoj supruzi. Iako je to zamišljeno kao čin koji bi šokirao nadrealiste, ova slika uzrokovala je da se njegov otac konačno i potpuno odrekne svog sina. Kada je Dalí to shvatio, iz pobune si je skroz odrezao kosu, a svjedočanstvo toga je fotomontaža iz 1931. koja prikazuje ćelavog Dalíja i njegovu suprugu Galu. Gala je s Dalíjem živjela od 1929., a vjenčali su se tek 1934. Godine 1958. ponovo su se vjenčali, ovaj put prema katoličkom obredu, kako bi udovoljili zakonima Francove Španjolske.
Godine 1931., Dalí slika, prema mnogima, svoju najpoznatiju sliku - Postojanost pamćenja. Ova slika, znana još i kao Mekani satovi, u nadrealizam je uvela koncept mekanih, tekućih džepnih satova. Općeprihvaćena interpretacija djela je ta da satovi negiraju pretpostavku da je vrijeme fiksno i determinističko, a ovo potvrđuju i ostali prizori sa slike, kao što su mravi i muha koji izjedaju neke od satova, te krajolik koji se širi.
Godine 1934., Julian Levy upoznaje Dalíja s Amerikom. Ovaj period obilježio je iznimnu Dalíjevu aktivnost. Izlagao je po izložbama, pisao za časopise (Minotaur i Nadrealizam u službi revolucije), pisao pjesme, slikao, a ponovo je surađivao s Buñelom, ovaj put samo kao scenarist, na filmu Zlatno doba, no dvojica nadrealista nisu se slagala kao kod Andaluzijskog psa. Zanimljiva je činjenica da su njegova djela u Americi, za razliku od Europe, izazvala veliku senzaciju.
Godine 1936., Dalí sudjeluje na Međunarodnoj londonskoj nadrealističkoj izložbi gdje je održao predavanje pod naslovom Fantomes paranoiaques authentiques. Zanimljivo je da je govor održao u ronilačkom odijelu, a osim toga nosio je i biljarski štap i sa sobom je na podij doveo dva ruska hrta, a ronilačka kaciga morala mu je biti otvorena kako bi došao do daha. Dalí je to objasnio ovako:
Iz ovog period postoji i jedna zanimljiva anegdota o Dalíju koju je ispričao Luis Buñuel. On je rekao da su Dalí i Gala, koji su bili pozvani na jednu zabavu pod maskama, došli odjeveni kao Lindberghovo dijete i otmičar što je izazvalo veliko nezadovljstvo ostalih uzvanika, ali i medija. Pritisak medija bio je toliki da se Dalí javno ispričao, što ga je dovelo u nevolje s nadrealistima koji su ga oštro osudili jer se ispričao zbog nadrealističkog čina kojeg je napravio.
Tijekom ovo perioda, nadrealisti su postali pravdano uznemireni Dalíjevim bombastičnim izumima i objektima jer se on sam počeo smatrati jedinim pravim nadrealistom, a sam nadrealizam počeo je izjednačavati sa sobom. To potvrđuje i izjava:
I dosita, Dalíjevi nadrealistički objekti izbacili su iz središta pozornosti sve ostale, "dosadne" nadrealiste i recitate. Upravo tijekom ovog perioda je Berton optužio Dalíja za branjenje "novog" i "iracionalnog" u "Hitlerovom fenomenu", no Dalí se brzo obranio rekavši:
No, kada je Francisco Franco došao na vlast nakon Španjolskog građanskog rata, Dalíjeva potpora novom režimu rezultirala je, između ostalog, njegovom izbacivanju iz nadrealističke skupine. No, na to izbacivanje, Dalí je odgovorio:
Nakon izbacivanja, Breton je konstruirao anagram "Avida Dollars" (iz imena Salvador Dalí) koji se može prevesti kao "željan dolara", a upravo tim anagramom je želio opisati Dalíjevu pohlepu i egoizam, a od tada je Dalíja nazivao samo tim nazivom. Ostali nadrealisti su o Dalíju, nakon izbacivanja, govorili u prošlom svršenom vremenu, kao da je mrtav. No, za Dalíja odlazak nije bio toliko težak jer su s njim otišli i mnogi drugi nadrealisti, čak i oni najbolji i najneovisniji. No, iako je raskid bio konačan, mnogi nadrealisti su i dalje nastavili pisati oštre polemike protiv Dalíja, čak i do njegove smrti.
Edward James, koji je nakon izbacivanja iz nadrealističke škole bio Dalíjev patron, pomogao je Dalíju da se uzdigne u svijetu umjetnosti tako što je kupovao njegova djela i financijski mu pomagao u periodu od dvije godine. Njih dvoje su postali jako dobri prijatelji i James se pojavljuje na Dalíjevoj slici Labudovi koji reflektiraju slonove. Njih dvoje su također surađivali na dva najpoznatija nadrealistička objekta: Telefon sa slušalicom od jastoga i Sofa u obliku usta Mae West.
Godine 1940., nakon što je Drugi svjetski rat došao u Francusku, gdje su Dalí i Gala boravili, njih dvoje se odlučuju na odlazak u SAD gdje borave punih 8 godina. Nakon odlaska u SAD, Dalí je također ponovo počeo prakticirati kršćanstvo. Godine 1941. izlaže s Miróom u Muzeju moderne umjetnosti u New Yorku, a 1942. mu izlazi autobiografija Tajni život Salvadora Dalíja. Godine 1946. ponovo se bavi filmskim radom surađujući s Waltom Disneyjem i s Alfredom Hitchcockom na filmu Začarana. Godine 1947. nakratko se vraća u Francusku gdje mu je talijanski fratar Gabriele Maria Berardi napravio obred egzorcizma. Fratrovo imanje je sadržavalo i skulpturu Krista na križu za koju je fratar tvrdio da mu je izradio Dalí. Skulptura je otkrivena 2005. godine i stručnjaci su utvrdili da postoji velika vjerojatnost da je skulptura Dalíjeva.
Godine 1948. u Americi izdaje 50 tajni čarolije umjetnosti, a već 1949. vraća se s Galom u Europu gdje i ostaje do kraja života.

### Kasne godine u Kataloniji
Godine 1949., Gala i Dalí se vraćaju u Dalíjevu rodnu Kataloniju. Odmah po dolasku surađuje s Peterom Brookom a predstavi Salomé i s Luchinom Viscotijem na predstavi Kako ti drago. No, činjenica da je za životni prostor odabrao Španjolsku, kojom je tada vladao Franco, izazvala je veliko nezadovoljstvo kod njegovih kolega i suvremenika. Upravo zbog ovoga se pretpostavlja da je odbacivanje nekih njegovih kasnijih djela imalo više veze s politikom nego sa samim djelima. Ove godine također započinje novu slikarsku seriju koja započinje slikom Madona iz Port Lligata koju je naslikao u dvije inačice. Manju je Dalí predstavio papi Piju XII. 23. studenog te godine, no puno poznatija od Madone je slika Isus sv. Ivana od Križa iz 1951. gdje Krist dominira nad zaljevom Port Lligata. Između 1950. i 1960. Dalí se nije toliko bavio slikarstvom koliko drugim umjetničkim i intelektualnim radom koji uključuje izdavanje Mističnog manifesta (1951.), predavanje o fenomenološkim aspektima paranoično-kritičke metode (1953.), suradnja na filmu Čudesa priča o pletilji čipki i o nosorogu Roberta Decharnesa (1954.) i izlaganje petnaest metara dugoga kruha u Parizu (1958.). Godine 1959., André Breron otvara izložbu povodom četrdesete obljetnice nadrealizma na kojoj su se nalazila djela slikara kao što su Salvador Dalí, Joan Miró, Enrique Tábara i Eugenio Granell. Sljedeće godine, isti taj Breton protivi se postavljaju jednog Dalíjevog djela na međunarodnoj nadrealističkoj izložbi u New Yorku. Iste te godine Dalí započinje sa svojom tzv. "mističnom serijom" u koji spadaju djela kao što je Ekumenski sabor.
Tijekom svojih kasnih godina, Dalí se nije ograničio samo na slikarstvo nego se počeo baviti i drugim poslovima: izrađivao je djela pomoću metode prskanja tinte na prazan papir i postao je jedan od prvih slikara koji je holografiju koristio u svrhu umjetnosti. Velik broj njegovih djela iz ovog perioda sadrži mnoge optičke iluzije. Kasnije su mnogi mlađi umjetnici, kao Andy Warhol, spominjali da je Dalí izvršio velik utjecaj na pop art. Dalí se također znatno zanimao za prirodne znanosti i matematiku. To se može vidjeti i na njegovim slikama, naročito onim iz 1950-ih, gdje je svoje likove prikazivao pomoću nosorogovog roga, simbolizirajući geometriju (rog raste u skladu s logaritamskom spiralom) i čednost (Dalí je nosoroga povezivao s Djevicom Marijom). Dalíja je fascinirala i DNK kao i hiperkocka (četverodimenzionalna kocka), čije je otvaranje prikazao na slici Hiperkubično tijelo (Raspeće).
Dalíjev poslijeratni slikarski period obilježen je tehničkim virtuozitetom i velikim zanimanjem za optičke iluzije, znanost i religiju. Dalí, koji je bio pod velikim šokom nakon bombardiranja Hirošime i ponovo je oživljavao religioznosti, ovaj je period nazvao "Nuklearni misticizam". U slikama kao što su, već spomenute, Madona iz Port Lligata i Hiperkubičo tijelo (Raspeće) Dalí kombinira kršćansku ikonografiju s dezintegracijom inspiriranom nuklearnom fizikom. Osim ove dvije, u ovaj period spadaju i slike Željeznička stanica u Perpignanu (1965.) i Halucinogeni toreador (1968. – 1970.). Još jedan značajan primjer njegovih slika s optičkim iluzijama je slika Gala razmišlja o Sredozemnom moru, koje, dvadeset metara ispod površine, postaje portret Abrahama Lincolna koja gledana s c. 18 metara izgleda kao portret Abrahama Lincolna.
Godine 1960. Dalí je počeo i preuređivanjem kazališta u Figuerasu, koje je danas Dalíjev muzej. Ovaj projekt, koji je bio njegov najveći samostalni projekt, okupirao je najveći dio njegove energije tijekom sredine 1970-ih, a renovacije je radio tijekom sredine 1980-ih.
Još jedan značajan period ovog kasnog razdoblja je tzv. period "gigantizma" u koji spadaju slike Kolumbovo otkriće Amerike (Kolumbov san), Lov na tune i Halucinogeni toreador. Ove slike vrve dionizijskim likovima, a predstavljaju neku vrstu oporuke i plod četrdesetogodišnjeg umjetničkog rada i oblikovanja.
Osim slikanja i dizajna, Dalí se tijekom ovog perioda posvetio i kazališnoj umjetnosti. Godine 1961. u Veneciji je premijerno izveden Balet o Gali s libretom i scenografijom koje je napravio sam Dalí. Godine 1964. u Tokiju je održana prva velika retrospektiva Dalíjevih djela, a iste te godine izlazi i Dalíjev slavni Dnevnik jednog genija.
Godine 1969. Dalí se počinje baviti dizajnom. Prvi naručitelj bila je tvornica čokolade Lanvin,  a nakon nje Dalí je izradio logo za tvrtku Chupa Chups. Iste te godine dobio je zadatak da napravi reklamni program za Eurosong 1969. koji je održan u Madridu. Napravio je i veliku metalnu skulpturu koja se nalazila na pozornici tijekom održavanja Eurosonga.
Tijekom 1970-ih Dalíjev život su obilježila otvaranja mnogih muzeja i izložaba u njegovu čast, dok 1978. postaje član Akademije lijepih umjetnosti u Parizu.
Godine 1980. Dalíjevo zdravlje se naglo pogoršava. Gala, koja je već bila polusenilna, trovala ga je opasnim koktelom koji je sadržavao lijek koji mu je toliko oštetio živčani sustav da je izgubio skoro sve umjetničke sposobnosti. Sa 76 godina, "uvijek zdravi" Dalí je izgledao kao ruina, što se najviše moglo vidjeti na njegovim rukama koje su se tresle kao da ima Parkinsonovu bolest.
Godine 1982., kralj Juan Carlos I. imenuje ga markizom od Pubola. Zbog dane mu časti, Dalí je kralju poklonio sliku Glava Europe, koju mu je predao kada ga je ovaj posjetio na smrtnoj postelji. Od tada Dalí živi u dvorcu u Pubolu, kojeg je poklonio svojoj supruzi Gali.
Dana 10. lipnja 1982. umire Gala Dalí. Nakon njezine smrti, Dalí je izgubio velik dio volje za život. Namjerno je uzrokovao dehidraciju, moguće kao pokušaj samoubojstva, no isto tako je moguće da je pokušao sebe dovesti u stanje suspendirane živosti. Godine 1984., dok je živio u Pubolu, izbija mu požar u njegovoj spavaćoj sobi. Razlog je nepoznat, no neki pretpostavljaju da je bio ponovni pokušaj samoubojstva, a neki pak da je to bio rezultat nemara posluge. No, Dalí, koji je teško opečen, spašen je i odveden u Figueras gdje su se njegovi prijatelji i kolege pobrinuli da svoje zadnje dane provede ugodno u svom Teatro-Museou u Figuerasu.
Godine 1989., autor Mark Rogerson u svojoj knjizi navodi kako su ga njegovi čuvari prisiljavali da potpisuje prazna platna koje će se kasnije (čak i nakon njegove smrti) prodavati kao originali. Kao posljedica ovoga, trgovci su oprezni djelima koja se pripisuju najkasnijem Dalíjevom periodu.
U studenom 1988. Dalí je odvezen u bolnicu zbog zatajenja srca, no oporavio se. Dana 5. prosinca 1988., kralj Juan Carlos I. posjetio je Dalíja u bolnici i izjavio kako je uvijek bio Dalíjev pobornik. Dana 23. siječnja 1989., dok je slušao svoje omiljeno djelo, Wagnerovu operu Tristan i Izolda, Dalí umire u Figuerasu u 84. godini života. Po svojoj želji, pokopan je u svom Teatro-Museou, a svoje bogatstvo i djela oporučno ostavlja španjolskoj državi. Od 286 djela koje je ostavio Španjolskoj, 56 ih se nalazi u Figuerasu, a 230 u Madridu.

## Simbolizam
Skoro sva Dalíjeva djela imaju neko simbolično značenje ili nekakav simbolistički element u njima. Primjer toga su njegovi mekani, "tekući" satovi, koji se prvi put pojavljuju na slici Postojanost pamćenja (Mekani satovi) iz 1931., a oni simboliziraju Einsteinovu teoriju da je vrijeme relativno, a ne fiksno. Ova ideja, da satovi simboliziraju posebnu relativnost, Dalíju je pala na pamet kada je jednog dana u kolovozu buljio u komad sira.
Slon se također često može vidjeti na Dalíjevim slikama. Prvi put se pojavio 1944. godine na slici San uzrokovan letom pčele oko mogranja, sekundu prije buđenja i izgledao je isto kao i statua na slici desno. Slonovi, koji su inspirirani Berninijevom statuom slona koji nosi antički obelisk, prikazani su, uglavnom, s "dugim, višestruko spojenim, skoro nevidljivim nogama žudnje." kako nose obelisk na leđima (vidi sliku desno). Isti takvi slonovi mogu se vidjeti na slikama Iskušenje svetog Antuna (1946.) i Slonovi (1948.). Spareni s ovim kržljavim nožicama, ti tereti, značajni po svojoj prevelikoj težini, stvaraju fantomsku realnost. "Slon je deformacija u prostoru", tvrdi jedna analiza, "njihove noge, tanke kao vreteno, kontrastiraju ideju bestežinskog stanja sa strukturom." U djelu Dalí i nadrealizam, Dalí kaže:
Osim slona i satova, jaje je također jedan od čestih Dalíjevih motiva. On jaje povezuje s nečim očinskim i interauternim, no koristi ga kako bi simbolizirao nadu i ljubav. Jaje se pojavljuje na slikama Veliki masturbator (1929.), Zagonetka žudnje - majko moja, majko moja, majko moja (1929.), Pečena jaja na tanjuru bez tanjura (1932.), Geološka sudbina (1933.) i Metamorfoza narcisa (1937.). Na njegovim slikama, osim tri navedena simbola/elementa, pojavljuju se i različite životinje: mravi simboliziraju smrt i iznimnu seksualnu žudnju, puž je povezan s ljudskom glavom (to dolazi od njegovog prvog susreta sa Sigmundom Freudom kada je vidio puža na bicikli), a skakavac je simbol straha i ispraznosti.
Zanimljivost je da je Dalí dva, od tri primarna simbola, koristio i u svom kiparskom radu (vidi slike lijevo i desno), dok simbol jajeta nikad nije prenio na neku od svojih skulptura, ali se zato simbol jajeta može vidjeti na krovu Dalíjevog muzeja u njegovom rodnom gradu Figuerasu.

## Politika i osobnost
Dalíjevi politički afiniteti su imali veliku ulogu u njegovom umjetničkom uzdizanju. Prema nekim izvorima, Dalí je bio veliki pobornik španjolskog autoritativnog diktatora Francisca Franca. André Breton, vođa nadrealističkog pokreta, dao si je velik trud kako bi otklonio Dalíjevo ime od nadrealista. No, stvarnost je ipak bila malo kompleksnija. U svakom slučaju, Dalí nije bio antisemit, što dokazuje i dugogodišnje prijateljstvo sa židovskim arhitektom Paulom Lászlóm. Također je pokazivao veliko divljenje prema Sigmunudu Freudu (koga je i upoznao) i Albertu Einsteinu, obojica su bili Židovi, a dokazi za to su njegova djela i bilješke. O Dalíjevoj osobnosti, George Orwell je u svom eseju napisao:
Tijekom svoje mladosti, Dalí je prihvatio i anarhizam i komunizam. Njegove bilješke sadrže mnoge anegdote u kojima on priča kako je izgovarao politički radikalne parole više kako bi šokirao slušatelje, nego iz nekog dubokog uvjerenja, što je pak opet bilo u skladu s Dalíjevom privrženošću dadaističkom pokretu. Kako je postajao stariji i zreliji, mijenjali su se i njegovi politički pogledi, naročito s radikalnim promjenama unutar nadrealističkog pokreta kojeg je predvodio trockist Breton za kojeg se kaže da je pozvao Dalíja na razgovor zbog njegovih političkih pogleda. U knjizi Dalí o Dalíju, Dalí navodi kako je on i anarhist i monarhist što je dovodi do zaključka da je anarhomonarhist.
Tijekom boravka u New Yorku 1942., Dalí je javno optužio svog kolegu nadrealista, redatelja Luisa Buñuela, da je ateist što je rezultiralo Buñuelovim otkazom i stavljanjem istog na crnu listu američke filmske industrije.
Kada je izbio Španjolski građanski rat, Dalí je pobjegao kako bi izbjegao ratovanje i nije se pridružio nijednoj skupini. ista situacija bila je kada je izbio Drugi svjetski rat, kada Dalí bježi iz Pariza, zbog čega je Orwell kritizirao Dalíja da je "pobjegao kao štakor čim je Francuska bila u opasnosti." Orwell je još dodao sljedeći komentar:
Nakon povratka u Kataloniju, nakon što je Drugi svjetski rat već završio, Dalí je postao bliskiji Francovu režimu. Neke Dalíjeve izjave davale su potporu Francu, a ujedno mu i čestitale što je "očistio Španjolsku od destruktivnih sila." Dalí, koji je tada ušao u fazu izrazite religioznosti, vjerojatno je mislio na komuniste, socijaliste i anarhiste koji su ubili više od 700,000 svećenika tijekom građanskog rata. Tijekom ovog perioda, Dalí je slao telegrame Francu u kojima ga je hvalio jer je potpisivao smrtne kazne za zatvorenike. Dalí je Franca i osobno upoznao, a 1974. napravio je veliki, realistični, portret Francove unuke kako sjedi na nadrealističkom konju kroz kojeg se vidi krajolik. Sličnu tehniku koristio je i kod svog djela Par s glavama punim oblaka. No, nemoguće je utvrditi jesu li ovi pokloni i štovanje prema Francu bili samo hir ili duboko uvjerenje i vjerovanje u Franca i njegovu politiku. Jednom je čak napisao telegram u kojem hvali komunističkog diktatora Nicolaea Ceauşescua zato što je dodao žezlo među simbole svoje vlasti. Telegram je tiskao rumunjski list Scînteia, ne shvativši sarkastičnu poruku telegrama. Jedini primjer otvorene "neposlušnosti" prema režimu bilo je Dalíjevo hvaljenje svog prijatelja Federica Garcíe Lorce, čak i u periodu kada su njegova djela bila zabranjena.
Dalí je kao osoba bio izrazito bizaran. Njegov fizički izgled, koji se sastojao od sveprisutnog dugog plašta, štapa za hodanje i njegovih karakterističnih brkova, o kojima se svakodnevno brinuo, uvijek je privlačio pozornost. O sebi je jednom rekao:
Kada ga je pjevačica Cher, zajedno sa svojim suprugom Sonnyjem Bonom, jednom prilikom posjetila na njegovoj zabavi u Hotelu Plaza, doživjela je šok kada je sjela na čudno oblikovani seksualni vibrator kojeg je Dalí ostavio na stolici. Zanimljivo je da je Dalí, kada bi potpisivao autograme, uvijek zadržao pisalo koje bi mu obožavatelji dali.
U jednom intervjuu u emisiji 60 Minutes, Dalí je tijekom cijelog intervjua o sebi govorio u trećem licu, samo da bi preplašenom voditelju na koncu rekao:
Pak, tijekom drugog intervjua u emisiji Tonight Show, Dalí je sa sobom ponio kožnog nosoroga i odbio je sjediti na bilo čemu drugome.
Dalí je tijekom čitava svojeg života inzistirao na svom arapskom porijeklu tvrdeći da je potomak Maura koji su od 711. do 1492. (skoro 800 godina) živjeli na jugu Španjolske. Svoje navodne arapske korijene argumentirao je sljedećim:
Iako su ga mnogi smatrali izrazito maštovitim, Dalí je imao potrebu činiti mnoge bizarne i čudne stvari kako bi privukao pozornost na sebe. To je nekad ljutilo pobornike njegove umjetnosti jednako kao što je ljutilo i njegove kritičare, jer su neke od tih stvari privlačile više pozornosti nego njegova umjetnost.

## Izabrana djela
Dalí je tijekom svog života napravio više od 1,500 slika, a bavio se i dizajnom, skulpturom, fotografijom, te snimanjem filmova i izradom crtanih filmova u kolaboraciji s Waltom Disneyjem. Upravo taj enorman opus uzrokovao je njegovu iznimnu popularnost koja je rezultirala mnogim biografijama, izložbama diljem svijeta, a njegov utjecaj na druge umjetnike traje i danas. O njegovom životu snimljeno je i nekoliko filmova od kojih je možda najpoznatiji Warholov polusatni film iz 1966., a trenutno u produkciji je novi biografski film o Dalíju pod naslovom Dali & I: The Surreal Story u kojem će Dalíja tumačiti Al Pacino.
- 1910. - Krajolik oko Figuerasa
- 1920. - Portret čelista Ricarda Pichota
- 1921. - Autoportret, Autoportret s rafaelskim vratom, Portret moga oca
- 1924. - Trostruku portret Garcie Lorce, Portret Luisa Buñuela
- 1925. - Venera i amoreti
- 1927. - Aparat i ruka
- 1928. - Smrdljivi magarac
- 1929. - Pogrebna igra, Portret Paula Éluarda, Veliki masturbator, Zagonetka žudnje - majko moja, majko moja, majko moja, Prilagođavanje želje, Nevidljivi čovjek, Andaluzijski pas (film u suradnji s Lusiom Buñuelom)
- 1930. - Zlatno doba (film u suradnji s Lusiom Buñuelom)
- 1931. - Postojanost pamćenja (Mekani satovi), Starost Williama Tella, Djelomična halucinacija. Šest pojava Lenjinova lika na koncertnom klaviru
- 1932. - Pečena jaja na tanjuru bez tanjura
- 1933. - Zagonetka Williama Tella, Arhitektonska struktura Milletovog "Angelusa", Geološka sudbina, Osvrt na žensko poprsje (statua; rekonstruirana 1970.)
- 1934. - Atomsferska lubanja sodomizira koncertni klavir, Priviđenje seksualne privlačnosti, Duh Vermeera iz Delfta koji se može koristiti kao stol
- 1935. - Sjećanje na arheološko podrijetlo Milletovog "Angelusa", Lice Mae West koje se može koristiti kao nadrealistički stan
- 1936. - Telefon sa slušalicom od jastoga (statua), Večernji sako s afrodizijačkim djelovanjem (dizajnirani sako), Antropomorfni ormar s ladicama, Miloska Venera s ladicama, Mekana konstrukcija s kuhanim grahom - predosjećaj Građanskog rata, Par s glavama punim oblaka
- 1937. - Plamteća žirafa, San, Metamorfoza Narcisa, Labudovi koji reflektiraju slonove, Sofa u obliku usta Mae West
- 1938. - Portret Sigumnda Freuda, Španjolska,Uzvišeni trenutak
- 1939. - Zagonetka Hitlera, Shirley Temple, najmlađe, najsvetije čudovište filma u svom vremenu
- 1940. - Lice rata, Tržnica roblja s Voltaireovim poprsjem koje nestaje, Večernji pauk... Nada!
- 1941. - Med je slađi od krvi, Mekani autoportret s prženom slaninom
- 1943. - Američka poezija - svemirski sportaši, Kondotjer, Geopolitičko dijete promatra rođenje Novog Čovjeka
- 1944. - San uzrokovan letom pčele oko mogranja, sekundu prije buđenja
- 1945. - Moja gola žena razmišlja o vlatitiom tijelu koje se pretvara u prozračnu konstrukciju sa stubištem u podnožju, stupom s tri kralješka, nebom te građevinom na vrhu, Galarina, Slavljenje Homera
- 1946. - Iskušenje svetog Antuna
- 1947. - Portret Picassa, Picasso, Ravnoteža pera, Dematerijalizacija nadomak Neronova nosa
- 1948. - Slonovi
- 1949. - Leda Atomica (Atomska Leda)
- 1950. - Madonna iz Port Lligata, Sotona kao logičar - Lucifer
- 1951. - Rasprsnuta rafaelska glava, Isus sv. Ivana od Križa
- 1952. - Nuklearni križ, Nebeska Galatea
- 1954. - Dezintegracija postojanosti pamćenja, Hiperkubično tijelo (Raspeće), Goli Dalí razmišlja ispred pet pravilnih tijela preobraženih u čestice atoma, među kojima se iznenada pojavljuje Leonardova Leda, kromosomatizirana prema Galinom licu, Mlada djevica sodomizira samo sebe vlastitom nevinošću
- 1955. - Poprsje Vermeerove "Pletilje čipki", nalik glavi nosoroga, Sakrament posljednje večere
- 1956. - Brzo kretanje mrtve prirode
- 1959. - Kolumbovo otkriće Amerike (San Kristofora Kolumba)
- 1960. - Ekumenski sabor
- 1965. - Željeznička stanica u Perpignanu
- 1967. - Lov na tune
- 1969. - Izrađuje logo za tvrtku Chupa Chups
- 1970. - Halucinogeni toreador
- 1973. - Dalí okrenut leđima slika Galu okrenutu leđima, ovjekovječenu pomoću šest virtualnih rožnica, koje provizorno reflektiraju sliku u šest stvarnih zrcala (nedovršeno)
- 1976. - Gala razmišlja o Sredozemnom moru, koje, dvadeset metara ispod površine, postaje portret Abrahama Lincolna
- 1977. - Dalíjeva ruka odvlači zlatno runo u obliku oblaka, kako bi goloj Gali, koja stoji vrlo, vrlo daleko iza sunca, pokazao svitanje, Dalí podiže površinu Sredozemnog mora, kako bi Gali pokazao rođenje Venere
- 1983. - Lastavičin rep
- 2003. - Destino, animirani film iz 1945.

## Vanjske poveznice
| portal: likovna umjetnost | portal: likovna umjetnost |

- Olga's Gallery: Salvador Dalí
- Virtual Dalí  Arhivirana inačica izvorne stranice od 12. travnja 2006. (Wayback Machine) – Galerija Salvadora Dalíja